# Procerocymbium jeniseicum
Procerocymbium jeniseicum är en spindelart som beskrevs av Yuri M. Marusik och Koponen 200. Procerocymbium jeniseicum ingår i släktet Procerocymbium och familjen täckvävarspindlar. Inga underarter finns listade i Catalogue of Life.